# سينما غينيا

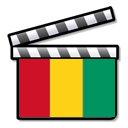
سينما غينيا

تُشير السينما الغينية إلى صناعة السينما في غينيا.
السينما الغينية هي واحدة من أقدم السينمات في القارة الأفريقية، انطلقت بعد حصول غينيا على الاستقلال مع إنشاء (Syli-Cinéma) في عام 1967. وكان رواد السينما في ذلك الوقت موسى كيموكو دياكيتي، وباري سيكو عمر. مع ظهور الجمهورية الثانية، تغيرت السينما، وتغيرت اللغات الوطنية إلى الفرنسية، ومنذ ظهور التكنولوجيا الرقمية، ازداد عدد الأفلام الجديدة بشكل مطرد.
لا تزال السينما الغينية بعيدة عن الاحتراف، حيث يصعب على المنتجين الغينيين بشكل خاص العثور على تمويل لائق.

## الأنواع

### الافلام الوثائقية
فيلم (Et vint la liberté) للمخرج سيكو عمر باري عام 1968، وهو أول فيلم وثائقي غيني.

### سينما الرسوم المتحركة
منذ عام 1953، اقتصرت السينما الغينية على الأفلام القصيرة، أصبح بإمكان سينما الرسوم المتحركة الغينية الوصول إلى الأفلام الروائية في عام 1993 مع فيلم (Naitou l'orpheline) لموسى كيموكو دياكيتي.

## الأفلام
- تصنيف:أفلام غينية

## الشخصيات

### الممثلون
- تصنيف:ممثلون غينيون

### المخرجون
- شيخ فانتامادي كامارا
- مامادو توري
- ماما كيتا